# خودبهینه‌سازی
در فناوری تلفن همراه، خودبهینه‌سازی، فرایندی است که تنظیمات سامانه، از نظر هم‌بندی شبکه، انتشار، و تداخل، به صورت خودکار و پی‌درپی با ترافیک شبکه و محیط آن سازگار می‌شود. به همراه خودبرنامه‌ریزی و خودبازسازی، خودبهینه‌سازی یکی از ستون‌های اصلی الگوی مدیریتِ گُذرای شبکه‌های خودسامانده است که اتحادیه شبکه‌های سیار نسل بعدی آنرا پیشنهاد می‌کند. ویژگی خودکار خودبهینه‌سازی، به هیچ مداخله انسانی در هیچیک از مراحل فرایند بهینه‌سازی گفته شده در بالا نیاز ندارد.
در حوزه مهندسی کنترل، بیشتر کنترلگرهای فشرده مورد استفاده در بخش صنعت، کار تنظیم خودکار پارامترهای کنترل را انجام می‌دهند. این عملکرد را خودتنظیمی یا خودبهینه‌سازی می‌نامند. معمولاً دو گونه متفاوت از خودتنظیمی، یعنی روش نوسانی و روش پاسخ پله‌ای در مدل-نما-کنترل‌گر وجود دارند.
این اصطلاح همچنین در علوم رایانه برای تعریف بخشی از سامانه اطلاعاتی بکار می‌رود که اهداف خود را به ضرر سامانه کلی دنبال می‌کند. سطح پایین خودبهینه‌سازی بین اجزای سامانه به جفتگری و سطح بالای خودبهینه‌سازی به پیوستگی سامانه می‌انجامد.